# 比弗顿 (阿拉巴马州)
比弗顿（英文：Beaverton），是美国阿拉巴马州下属的一座城市。面积约为4.59平方英里（约合11.88平方公里）。根据2010年美国人口普查，该市有人口201人，人口密度为43.81/平方英里（约合16.92/平方公里）。